# Liste der Bodendenkmäler in Untergriesbach
Auf dieser Seite sind die Bodendenkmäler in dem niederbayerischen Markt Untergriesbach zusammengestellt. Diese Tabelle ist eine Teilliste der Liste der Bodendenkmäler in Bayern. Grundlage ist die Bayerische Denkmalliste, die auf Basis des Bayerischen Denkmalschutzgesetzes vom 1. Oktober 1973 erstmals erstellt wurde und seither durch das Bayerische Landesamt für Denkmalpflege geführt wird. Die folgenden Angaben ersetzen nicht die rechtsverbindliche Auskunft der Denkmalschutzbehörde.

## Bodendenkmäler in Untergriesbach

### Bodendenkmäler in der Gemarkung Gottsdorf
| Lage                 | Objekt | Akten-Nr.     | Bild |
| -------------------- | --- | ------------- | ---- |
| Gottsdorf (Standort) | Untertägige spätmittelalterliche und frühneuzeitliche Befunde im Bereich der Burgruine Neujochenstein.                                                            | D-2-7448-0012 |      |
| Gottsdorf (Standort) | Untertägige mittelalterliche und frühneuzeitliche Befunde im Bereich der katholischen Pfarrkirche St. Jakobus der Ältere von Gottsdorf und ihrer Vorgängerbauten. | D-2-7448-0030 |      |
| Gottsdorf (Standort) | Untertägige mittelalterliche Befunde im Bereich der Burgruine Altjochenstein.                                                                                     | D-2-7448-0037 |      |
| Gottsdorf (Standort) | Untertägige frühneuzeitliche Befunde im Bereich der katholischen Wallfahrtskapelle Kaltenbrunn und ihres Vorgängerbaus.                                           | D-2-7448-0040 |      |

### Bodendenkmäler in der Gemarkung Lämmersdorf
| Lage                   | Objekt | Akten-Nr.     | Bild |
| ---------------------- | --- | ------------- | ---- |
| Lämmersdorf (Standort) | Siedlung des Spätneolithikums (Chamer Gruppe).                                                                              | D-2-7448-0003 |      |
| Lämmersdorf (Standort) | Siedlung des Spätneolithikums (Chamer Gruppe).                                                                              | D-2-7448-0005 |      |
| Lämmersdorf (Standort) | Siedlung des Spätneolithikums (Chamer Gruppe).                                                                              | D-2-7448-0006 |      |
| Lämmersdorf (Standort) | Siedlung vor- und frühgeschichtlicher Zeitstellung.                                                                         | D-2-7448-0007 |      |
| Lämmersdorf (Standort) | Untertägige spätmittelalterliche und frühneuzeitliche Befunde im Bereich des ehemaligen Freiguts und Schlosses Gammertshof. | D-2-7448-0048 |      |
| Lämmersdorf (Standort) | Burgstall des hohen und späten Mittelalters (Vorholz).                                                                      | D-2-7448-0050 |      |
| Lämmersdorf (Standort) | Siedlung bzw. Bestattungsplatz des Neolithikums.                                                                            | D-2-7448-0061 |      |

### Bodendenkmäler in der Gemarkung Schaibing
| Lage                 | Objekt                                                              | Akten-Nr.     | Bild |
| -------------------- | ------------------------------------------------------------------- | ------------- | ---- |
| Schaibing (Standort) | Siedlung des Spätneolithikums (Chamer Gruppe) sowie der Latènezeit. | D-2-7348-0001 |      |

### Bodendenkmäler in der Gemarkung Untergriesbach
| Lage                      | Objekt | Akten-Nr.     | Bild |
| ------------------------- | --- | ------------- | ---- |
| Untergriesbach (Standort) | Burgstall des hohen und späten Mittelalters (Vormhaus) sowie Siedlung des Spätneolithikums (Chamer Gruppe).                                                | D-2-7447-0002 |      |
| Untergriesbach (Standort) | Untertägige mittelalterliche und frühneuzeitliche Befunde im Bereich der katholischen Pfarrkirche St. Michael in Untergriesbach und ihrer Vorgängerbauten. | D-2-7448-0060 |      |